# Madonna con la diadema azul
Madonna con la diadema azul es una pintura de Rafael y su alumno Gianfrancesco Penni  y probablemente fue pintada en Roma alrededor de 1512, ahora está en el Louvre. En el Louvre, la pintura se llama Virgen y el Niño con San Juan niño, también conocida como Virgen con el velo o Virgen con la diadema azul.  otros nombres son: Virgen con el lino, Niño dormido y Silencio de la Santísima Virgen.

## Historia
La leyenda dice que el panel estuvo dividido en dos y se usó para cubrir barriles en Pescia. Una vez encontrados, se dice que fueron unidos por manos expertas. También hay una versión diferente donde el panel se dividió en tres partes para hacer un biombo, y que se completó más tarde.
En la última parte del siglo XVI, estuvo en la Colección Chateauneuf, París y luego pasó a su heredero, el Marqués de la Valliere. En 1620, la pintura era propiedad del marqués de la Valliere, secretario de Estado, como parte de la Colección La Valliere en París. En 1713, el príncipe Luis Alejandro de Borbón, conde de Toulouse, era dueño de la pintura y de él pasó en 1728 a la colección del Príncipe de Carignan.
Desde por lo menos 1728 a 1743 estuvo en posesión de Victor Amadeo I, Príncipe de Carignan. Después de su muerte, la pintura llegó a su hijo Louis de Carignan y el pintor Rigauld medió la venta en 1742, hasta que en 1743 llegó a manos de Louis XV.

## Descripción
Aunque participaron el ella varios artistas, la composición es casi seguramente de Rafael.  Debido al uso de colores brillantes, ácidos y al acabado similar a la porcelana, se piensa que el acabado de la composición puede haber sido obra de uno de sus alumnos, Giovanfrancesco Penni, y que data del año 1518.
La pintura es similar a la Virgen de Loreto (Musée Condé, Chantilly), con el velo levantado de modo simbólico. El uso del velo en las pinturas del Renacimiento, en las Meditaciones sobre la Vida de Cristo, simboliza la forma en que la Virgen envolvió al Niño con el velo de su cabeza en la Natividad y, proféticamente, nuevamente en la Crucifixión.
Aquí la Virgen pone el velo sobre el Niño dormido, que mira hacia los espectadores, con su otro brazo alrededor del joven Juan el Bautista. Tanto la Virgen como Juan están de perfil. Un velo por su cabeza, detrás de una diadema azul y que a través de sus hombros llega hasta sus brazos. Una túnica cubierta, ceñida a la cintura puesta sobre su ropa interior roja.
Si bien la pintura tienen cierta similitud con la Virgen de Loreto, Rafael hace una interpretación más dramática, como el uso de las ruinas de la Villa y viñedo de Sacchetti, cerca de la Basílica de San Pedro en Roma.
También hay refinamiento en las características y extremidades del niño Cristo.  El niño está muy tranquilo, en contraste con la expresión de admiración y adoración del joven Juan.